# Wounaan
Die Wounaan, auch Noanama und Wunana genannt, sind ein indigenes Volk in Kolumbien und Panama.
Sie leben in Kolumbien am Unterlauf des Río San Juan und Río Docampado in einem Gebiet von 189.452 ha. Die Bevölkerung wurde 1997 vom Departamento Nacional de Planeación auf 7962 Personen geschätzt. Die Anwesenheit bewaffneter Gruppen und die angestiegene Gewalt als Folge der auf Wounaan-Gebiet eingeströmten Koka-Kultivierung macht es den Wounaan immer schwieriger zu jagen oder Nahrung zu sammeln.
In Panama leben etwa 3000 Wounaan im autonomen indigenen Territorium Emberá-Wounaan.